# Оленчик, Иван Фёдорович
Иван Фёдорович Оленчик (р. 1952, село Касперовцы, Тернопольской области) ― российский кларнетист и педагог. Лауреат Республиканского конкурса (Киев 1976 г. 1-я премия), Всесоюзного конкурса (Минск 1979 г. 1-я премия), Международного конкурса «Пражская весна» (Прага 1981 г. 3-я премия). Заслуженный артист РСФСР (1985), профессор Российской Академии Музыки им. Гнесиных.

## Биография
Игре на кларнете учился в Тернопольском музыкальном училище им. С.А.Крушельницкой (класс Г. С. Гевояна, окончил в 1971 г.), Одесской консерватории им. А.В.Неждановой (класс профессора К. Э. Мюльберга, окончил в 1976 г.). С 1978—1981 в аспирантуре Государственного Музыкально-педагогического института им. Гнесиных (класс профессора И. П. Мозговенко).
Карьеру оркестрового музыканта начал в 1973 году в качестве солиста симфонического оркестра Одесской филармонии, где проработал до 1976 г. В 1978―1984 г.г. занимал пост концертмейстера группы кларнетов Первого отдельного показательного оркестра Министерства обороны СССР. С 1986 по 1993 г.г. — регулятор, а после ухода В. А. Соколова в РНО — солист и концертмейстер группы кларнетов Государственного академического симфонического оркестра СССР (России) под управлением Евгения Светланова. С 2003 по 2011 г.г. солист и концертмейстер группы кларнетов Московского государственного академического симфонического оркестра под управлением Павла Когана.
И. Ф. Оленчик выступал, как сольный исполнитель, на ведущих концертных площадках России, СНГ, а также Франции, Норвегии,Австрии, Венгрии, Швеции,Чехии, Китая. В его репертуаре большое количество классических и современных произведений для кларнета, а также посвящённые ему сочинения композиторов ― Романа Леденёва, Шалвы Давидова, Георгия Сальникова. В составе ГАСО п/у Е.Светланова и МГАСО п/у П.Когана играл на самых престижных сценах нашей страны и мира со многими знаменитыми дирижёрами. Среди них М.Ростропович,К.Мазур,И.Менухин,В.Федосеев,В.Гергиев, В.Спиваков, М.Шостакович, М.Эрмлер, В.Синайский, Д.Китаенко, А. Кац, В.Дударова, В.Кожухарь, Д.Кахидзе, В.Полянский, А.Жюрайтис, Г.Ринкявичюс, С.Сондецкис, К.Пендерецкий и многие другие. После исполнения И. Ф. Оленчиком каденции для кларнета во второй рапсодии Е. Ф. Светланова на гастролях в г. Кольмаре (Франция), автор, дирижировавший произведением, сказал «Каденция в Вашем исполнении — лучшее, что я когда — либо слышал». И. Ф. Оленчиком написано большое количество известных сочинений для кларнета, других духовых инструментов и оркестра. Они часто являются обязательными на различных Всероссийских и Международных конкурсах, а также пользуются большой популярностью среди музыкантов — исполнителей на духовых инструментах. Слушатели имеют возможность насладится великолепным соло кларнета из второй симфонии С. В. Рахманинова в исполнении И. Ф. Оленчика. Эта запись Гос. оркестра (фирма Ca пyоn Classics, Япония 1996 год) под руководством Е. Ф. Светланова, по версии журнала « Music todey», признана лучшей в XX веке в мире. За многие годы творческой деятельности записано большое количество произведений для кларнета и оркестра (см. аудиозаписи).В Российской академии музыки им. Гнесиных преподаёт с 2002 года. С 2009 года — доцент, с 2012 года — профессор. И. Ф. Оленчик часто приглашается председателем и членом жюри Всероссийских, а также престижных Международных конкурсов в нашей стране и за рубежом. Решением Президиума Московского музыкального общества ему присвоено звание «Заслуженный деятель Московского музыкального общества». Многие ученики И. Ф. Оленчика становились лауреатами Всероссийских и Международных конкурсов.

## Сочинения
- Шестнадцать виртуозных этюдов для кларнета соло с приложением компакт-диска.
- Двадцать каприсов для кларнета соло с приложением компакт-диска.
- Концертная пьеса на темы Д. Д. Шостаковича для кларнета и фортепиано с приложением компакт-диска.
- Вариации на тему М. Леграна для кларнета и фортепиано с приложением компакт-диска.
- Фантазия на темы М. П. Мусоргского для кларнета и фортепиано с приложением компакт-диска.
- Хрестоматия для блокфлейты. Пьесы, этюды, ансамбли.
- Хрестоматия для начинающего кларнетиста. Упражнения, этюды, пьесы, ансамбли.
- Концерт для кларнета и струнного оркестра с фортепиано с приложением компакт-диска.
- Татьяна — фантазия в свободном стиле для двух кларнетов и фортепиано с приложением компакт-диска.
- Карпаты — фантазия в свободном стиле для кларнета и фортепиано с приложением компакт-диска.
- Концертный фанфарный марш «Карнавал» для большого духового оркестра с приложением компакт-диска..
- Концертный марш «Одержимость» для большого духового оркестра с приложением компакт-диска.
- Обучение и исполнительство на кларнете. Методическое пособие. Издательство «Современная музыка», 2013 год.
- Практика исполнительства на кларнете. I часть. Учебно-методическое пособие. В соавторстве с профессором А. А. Бучневым. Издательство «Современная музыка». 2018 год.
- Практика исполнительства на кларнете. II часть. Точная настройка инструмента. Учебно-методическое пособие. В соавторстве с профессором А. А. Бучневым. Издательство «Современная музыка» 2019 год.
- Пять каприсов для кларнета соло в обработке для саксофона и фортепиано И.Оленчика и М.Шапошниковой. Сборник. Издательство « Современная музыка».2013 год.
- «Испанские зарисовки» — для квинтета духовых и ударных инструментов. (Сборник ансамблей). Издательство «Современная музыка». 2015 год.
- «Гуцульские узоры» для флейты и фортепиано. (Сборник «Произведения для духовых инструментов»). Издательство «Современная музыка». 2016 год.
- «Quasi Barocco» тема и вариации для гобоя и фортепиано. (Сборник «Произведения для духовых инструментов»). Издательство «Современная музыка». 2016 год.
- Каприс на темы С. С. Прокофьева в обработке для фагота и фортепиано. (Сборник «Произведения для духовых инструментов»). Издательство «Современная музыка». 2016 год.
- Некоторые моменты исполнительского дыхания кларнетиста. Методический очерк.. Издательство " Современная музыка " 2017 год.
- Произведения для кларнета соло (Тарантелла на тему А. Даргомыжского, Три картинки из гуцульской жизни, Испанские зарисовки, Молдавский триптих) в обработке для кларнета и фортепиано профессора Московской консерватории Е. Петрова и И. Оленчика с приложением компакт — диска. Сборник. Издательство " Современная музыка " 2021 год.
- Три произведения для кларнета и фортепиано (Фантазия на темы М. П. Мусоргского, Вариации на тему М. Леграна, Фантазия — диалог в свободном стиле Татьяна) в обработке для саксофона и фортепиано профессора В.Вальса. Сборник. Издательство " Современная музыка « 2021 год.
- Практика исполнительства на кларнете  III часть. Учебно-методическое пособие. В соавторстве с профессором А. А. Бучневым. Издательство „ Современная музыка“ 2021 год.
- Кларнет. „ Методика и практика“. Учебно-методическое пособие. В соавторстве с профессором А. А. Бучневым. Издательство „ Современная музыка“ 2022 год
- Фантазия " Еврейские контрасты"  на темы Е. Ф. Светланова для кларнета и фортепиано с приложением компакт-диска. Издательство „ Современная музыка“ 2023 год.
- Анализ музыкальной формы популярных произведений для кларнета". Учебное пособие. В соавторстве с профессором А.А.Бучневым. Издательство "Современная музыка"  2025 год.
- Множество переложений для кларнета и фортепиано, а также, в соавторстве с Генеральным директором издательства „ Современная музыка“ Ф. И. Такуном, обработок русских, украинских и белорусских народных песен.